# Batalha de Civitate
A Batalha de Civitate (também conhecida como Batalha de Civitella del Fortore) foi travada em 18 de junho de 1053 no sul da Itália entre os normandos do conde da Apúlia, Hunifredo de Altavila, e um exército suábio-italiano lombardo organizado pelo papa Leão IX e liderado em campo por Geraldo de Lorena e Rodolfo de Benevento, príncipe de Benevento. A vitória normanda sobre o exército aliado marcou o início de um conflito que terminaria com o reconhecimento da conquista normanda do sul da Itália.

## Contexto

### Chegada dos normandos no sul da Itália
Os normandos chegaram na Itália em 1017, numa peregrinação ao santuário de São Miguel Arcanjo em Monte Sant'Angelo sul Gargano, na Apúlia. Estes guerreiros havia sido contratados para conter a ameaça dos sarracenos que, de suas bases no Emirado da Sicília, atacavam o sul da Itália sem muita resistência dos governantes lombardos (em Benevento) e bizantinos (do Catapanato da Itália).
A disponibilidade desta força mercenária (os normandos eram famosos por serem militariter lucrum quaerens, "buscando pagamento através do serviço militar") não passou despercebida aos governantes cristãos do sul da Itália, que o empregaram em suas guerras internas entre si. Os normandos também atacavam simplesmente em busca de lucro: em 1030, Rainulfo Drengoto conquistou o condado de Aversa, por exemplo.
Após este primeiro sucesso militar, muitos outros normandos buscaram lucro na região. Entre os mais importantes estavam os membros da prestigiosa família dos Altavila. Em pouco tempo, eles criaram seu próprio estado na região: Guilherme de Altavila se tornou, em 1042, conde da Apúlia.

### Coalização contra os normandos
Os avanços normandos no sul da Itália alarmaram o papa. Em 1052, Leão X se encontrou com o imperador Henrique III, seu parente, na Saxônia, e pediu-lhe ajuda para contê-los. O imperador se recusou e Leão voltou para Roma em março de 1053 com uma força de apenas 700 suábios. Contudo, outros também estavam preocupados com o crescimento do poder normando na região, em particular os governantes italianos e lombardos. O príncipe de Benevento, Rodolfo, o duque de Gaeta, os condes de Aquino e Teano, o arcebispo e os cidadãos do Amalfi, além de soldados da Apúlia, Molise, Campânia, Abruzos e do Lácio responderam ao chamado do papa e formaram uma aliança para combater os normandos.
O papa também tinha um outro aliado, o Império Bizantino, governado por Constantino IX Monômaco. A princípio, os bizantinos, estabelecidos na Apúlia, tentaram subornar os normados e colocá-los a seu serviço como um exército mercenário. Por isso, o comandante bizantino, o catapano da Itália, o lombardo Argiro, ofereceu dinheiro para que eles se mudassem para as fronteiras orientais do Império, mas eles rejeitaram afirmando explicitamente que queriam conquistar o sul da Itália. Ofendido, Argiro contatou o papa e, quando Leão e seu exército marcharam para Apúlia para encontrar os normandos, um exército bizantino liderado por Argiro se juntou a eles numa tentativa de aprisionar os normandos entre os dois exércitos num movimento de pinça.
Os normandos perceberam o perigo e juntaram todos os soldados disponíveis num único exército sob o comando do conde da Apúlia Hunifredo de Altavila, do conde Ricardo de Aversa e outros da família Altavila, entre os quais estava o jovem Roberto, que seria conhecido no futuro como Roberto, o "Guiscardo" ("astuto").

## Batalha
Leão marchou para a Apúlia e alcançou o rio Fortore, perto da cidade de Civitate (ou Civetella, a noroeste de Foggia). Os normandos avançaram para interceptá-los perto dali e impedir que eles se juntassem ao exército bizantino de Argiro. Os normandos estavam com poucos suprimentos e tinham menos soldados que os inimigos, com não mais do que 3 000 cavaleiros e uma pequena infantaria contra 6 000 cavaleiros e infantaria. Eles pediram uma trégua, mas, antes que as negociações terminassem, eles atacaram o exército papal.
Os dois exércitos estavam separados por uma pequena colina. Os normandos organizaram seus cavaleiros em três formações, com os homens de Ricardo na direta, Humphrey no centro e Roberto, com sua cavalaria e sua infantaria (os esclavenos - "eslavos"), na esquerda. À frente deles, o exército papal se dividiu em duas partes, com os cavaleiros suábios (que também lutavam a pé) numa estreita e longa linha na direita, e os italianos na esquerda, sob o comando de Rodolfo. O papa Leão estava na cidade, mais seu estandarte, o vexilo de São Pedro (vexillum sancti Petri), estava com seu exército.
A batalha começou com o ataque do conde de Aversa contra os italianos. Após correr pela planície, eles encontraram seus oponentes, que abandonara a linha e fugiram sem nem mesmo tentarem resistir; os normandos mataram muitos deles e marcharam em direção do acampamento do papa. Os suábios, neste meio tempo, tomaram a colina e entraram em contato com o centro normando, esmagando-o apesar da desvantagem numérica. Roberto, vendo seu irmão em perigo, moveu a ala esquerda em direção da colina e conseguiu aliviar um pouco a pressão (e mostrar a sua bravura). A situação parecia equilibrada e a vitória foi decidida pela volta de Ricardo, que derrotou os suábios e debandou o exército de Leão.

## Resultado
O papa foi aprisionado após a vitória dos normandos. Há alguma incerteza sobre como isso teria ocorrido, pois as fontes papais afirmam que Leão deixou Civitate e se rendeu para evitar maior derramamento de sangue enquanto outras fontes indicam que os habitantes da cidade entregaram o papa aos normandos. Ele foi tratado com respeito, mas ficou preso em Benevento por quase nove meses e foi forçado a ratificar diversos tratados favoráveis aos normandos.
Após seis anos e mais três papas anti-normandos, o Tratado de Melfi (1059) marcou o reconhecimento do poder normando no sul da Itália. Havia duas razões para esta mudança na política papal: primeiro, os normandos se mostraram ser um poderoso (e próximo) inimigo, enquanto que o imperador era um fraco (e distante) aliado. Segundo, o papa Nicolau II havia decidido cortar os laços entre a Igreja de Roma e os imperadores do Sacro Império Romano-Germânico, reclamando de volta para os cardeais de Roma o direito de eleger o papa, reduzindo assim a importância do imperador (veja Questão das investiduras). Assim, para conseguir resistir à previsível luta que viria, era mais importante um aliado poderoso do que um inimigo poderoso.